# غارنوردی

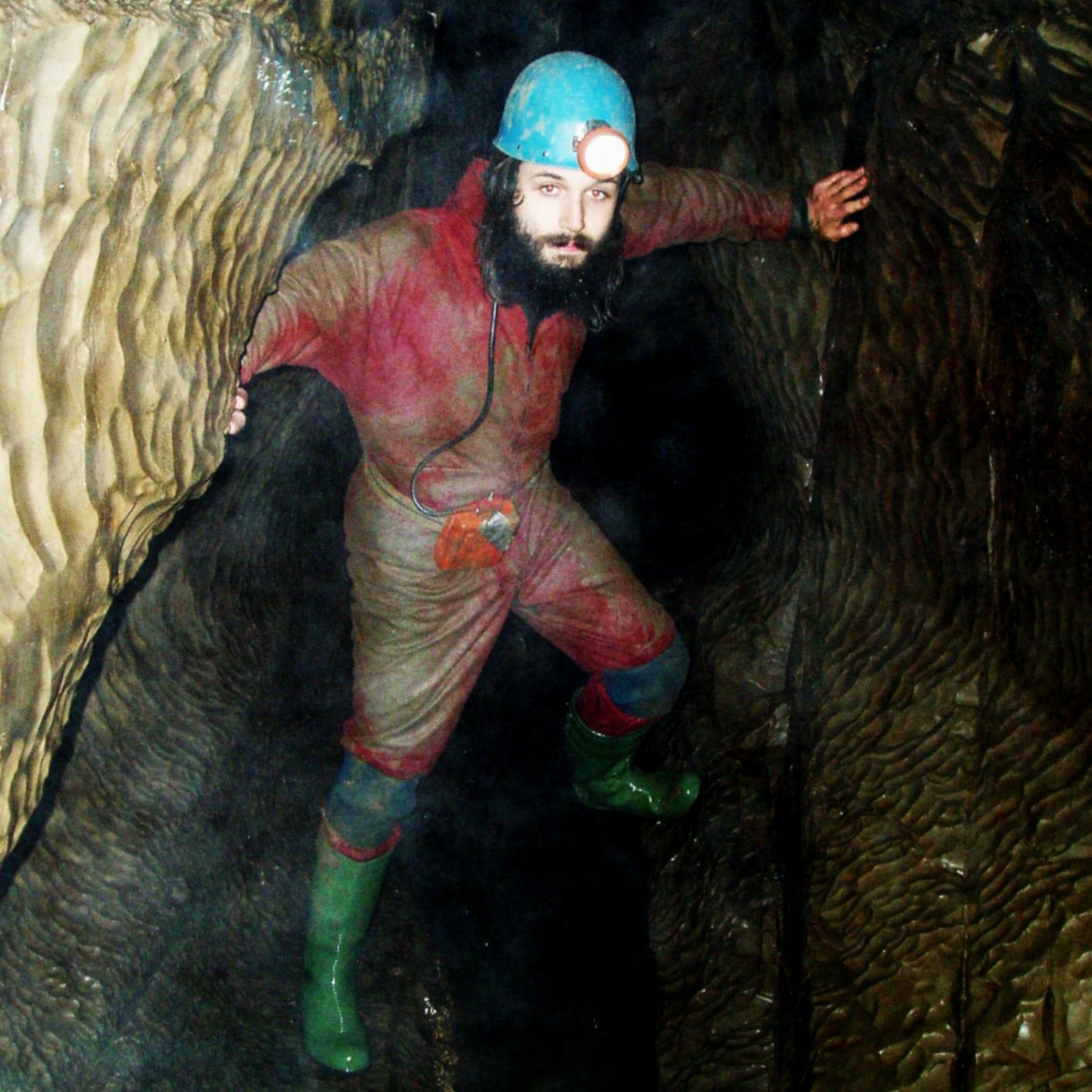
سخت بودن غار نوردی در شکل

غارنوردی به مجموعه تکنیک‌هایی برای ورود ایمن به حفره‌های زیرزمینی گفته می‌شود که طی دوازده دهه تاریخ سازمان‌دهی شده به‌صورت آزمون و خطا و همچنین مطالعات علمی به دست آمده‌است. امروزه در بیش از چهل کشور جهان گروه‌ها و سازمان‌های رسمی غارنوردی و غارشناسی وجود دارند که با هدف کاوش، مطالعه و حفاظت از غارها فعالیت می‌کنند. نگاه‌های اشتباهی نسبت به غارنوردی وجود دارد که عمده‌ترین آن به برداشت تفریحی و ورزشی اختصاص دارد و در نتیجه این فعالیت فرهنگی اجتماعی را بخشی از توریسم یا یک رشته ورزشی حرفه‌ای خوانده‌است.
لازم است ذکر شود که طبق اعلام رسمی اتحادیه جهانی غارشناسی، غارنوردی به دلیل نبود مسابقات و لیگ، به عنوان یک رشته ورزشی حرفه‌ای شناخته نمی‌شود.
بخشی دیگر از این تصورات غارنوردی را سوا از غارشناسی دانسته و انجام هر کدام را به عهده سازمان‌های متفاوتی نسبت می‌دهند.
غارنوردان جهان هر چهار سال یکبار تحت عنوان اتحادیه جهانی غارشناسی گرد هم آمده و آخرین تکنیک‌ها، مطالعات علمی، تولیدات صنعتی و هنری، گزارش‌ها غارنوردی اعم از نقشه‌برداری از غارها و… را با هم به اشتراک می‌گذارند.
اولین سازمان رسمی غارنوردی در جهان انجمن غارشناسی فرانسه بود که به همت ادوارد آلفرد مارتل در سال ۱۸۹۵ تأسیس شد. امروزه فدراسیون غارشناسی فرانسه با ۷۵۰۰ نفر عضو در ۲۵۰ کلوپ غارشناسی این اهداف مفید را مدیریت می‌کند.
انجمن غارشناسی آمریکا نهاد مردمی نظارت بر غارها و مجمعی برای گردهمایی و همکاری غارنوردان با بیش از ده هزار نفر عضو و ۲۴۰ گروتو (گروه غارشناسی) است.
شعار انجمن غارشناسی آمریکا: «کاوش می‌کنیم، مطالعه می‌کنیم، حفاظت می‌کنیم» است.
لیستی از دیگر سازمان‌های غارنوردی جهان

## S.R.T (Single rope techniques) تکنیک‌های طناب یک رشته
اس آر تی به مجموعه‌ای از روش‌های صعود و فرود روی یک رشته طناب گفته می‌شود. این عبارت در لغت به معنای تکنیک‌های تک طناب یا شیوه طناب یک رشته‌است. این شیوه اکثراً در غارنوردی، و در بعضی موارد در سنگ‌نوردی، دره نوردی، کار در ارتفاع و هرس درختان نیز استفاده می‌شود. از دهه ۱۹۳۰ وقتی که غارنوردی به‌طور فزاینده‌ای در فرانسه همه گیر شد، چند کلوپ در آلپ برنامه‌های اکتشاف غارهای عمودی را اجرا نمودند. در خلال جنگ جهانی دوم یکی از این گروه‌ها اعم از «پیر شوالیه»، «فرناند پتزل»، چارلز پتی دیدیه و چند تن دیگر غار «دنت دکرولز» از سیستم غاری نزدیک گرنوبل فرانسه را اکتشاف کردند، که در ادامه با عمق (۶۵۸-) متر تبدیل به عمیق‌ترین غار جهان در زمان خود شد. کمبود تجهیزات در جنگ پیر شواله و اعضای دیگر گروه را به نوع آوری و تهیه ابداعاتی برای رفع کمبودها مجبور نمود، که آنان را موفق به نوآوری‌های فنی اولین استفاده از روش تک طناب با گره پروسیک، و ابزار صعودهای مکانیکی (ابزار میمون هنری برتون-اولین استفاده توسط شوالیه و برنات در غار در سال ۱۹۳۴) در اکتشاف غار دنت دکرولز نمود. غارنورد آمریکایی «بیل کادینگتون» معروف به «بیل عمودی» –کنایه از کثرت فعالیت‌های آقای بیل در مسیرهای عمودی- شیوه تک طناب را در اواخر دهه ۱۹۵۰ در آمریکا توسعه داد. در سال ۱۹۵۸ دو کوهنورد سویسی «جوسی» و «مارتی» با همکاری یکدیگر اولین ابزار صعود خاردار تجاری را به نام «یومار» اختراع کردند. در سال ۱۹۶۸ «برونو درسلر» از «پتزل» که به عنوان یک تراشکار کار می‌کرد، درخواست کرد که یک ابزار صعود تک طناب که امروزه با نام «کرول پتزل» شناخته شده‌است را با برداشتی از ابزار یومار بسازد. به دنبال این اتفاق شرکت پتزل به عنوان یک شرکت کوچک تولید ابزار غارنوردی شروع به کار کرد، که امروزه سردمدار تولید ابزارهای غارنوردی، سنگ‌نوردی، کوه‌نوردی و کار در ارتفاع در جهان است.

## انواع غارنوردی
به تعداد انواع غارهایی که در طبیعت شکل می‌گیرند و شرایط فیزیکی و مورفولوژی آنها انواع غارنوردی هم امکان ابداع دارد.
برای ورود و عبور از هر کدام از این غارها نیاز به تجهیزات و تکنیک‌های متفاوتی است که غارنوردان علاقمند به این گونه آنرا تهیه و با تمرین به مهارت و ایمنی کافی می‌رسند.
برخی از انواع غارهای طبیعی را در لیست زیر مشاهده می‌کنید:
Solutional cave - غارهای حلقوی:
اکثر غارها اعم از غارهای آهکی از این نوع هستند که بیشترین تعداد را بین غارها شامل می‌شود و عمده غارنوردی در این نوع غار انجام شده‌است.
Lava Caves - غارهای گدازه‌ای یا آتشفشانی:
غارهای آتش‌فشانی حاوی دمای بالا و گازهای سمی هستند که گونه متفاوتی از غارنوردی مثل همراه داشتن ماسک ضد گاز را برای عبور ایمن نیاز دارند.
Sea cave - غارهای ساحلی یا دریایی:
این غارها برای دسترسی عموماً نیاز به قایق‌رانی دارند و در ارتفاع تقریباً صفر متر از سطح دریاهای آزاد شکل می‌گیرند.
Ice cave - ‏غار یخی:
غارهای یخی به دلیل وجود دمای پایین و نزدیک به صفر درجه نیازمند تجهیزات مخصوص زمستانی و لباس گرم برای عبور هستند.
Glacier cave - غار یخچالی:
این غارها به دلیل شکل‌گیری در یخچال‌های زمین نیازمند ابزار و تکنیک‌های یخ‌نوردی برای عبور و فعالیت هستند.
Corrasional Cave /Erosional Cave - غار فرسایشی / غار ارواح:
این گونه از غار به دلیل وجود جریان آب داخل آن نیازمند داشتن تجهیزات و تکنیک‌های تمرین شده برای مقابله با پدیده خطرناک سیل در غارها هستند.
Fracture cave - غار شکست یا غار شکافی:
غارهای عمودی معمولاً در این گونه از غار شکل گرفته و برای عبور از آنها نیاز به طناب و تکنیک‌های غارنوردی آلپی است.
Talus caves - غارهای تالوس:
از تکنیک‌های غارنوردی در غارهای حلقوی عموماً می‌شود در این گونه از غار نیز استفاده کرد.
Anchialine caves - غارهای آنچیالاین یا غارهای زیر آبی:
غواصی در غار با تجهیزات مخصوص و تکنیک‌های مدرن تنها روش ورود به این گونه از غارها است.
غارهای نمکی:
در جنوب ایران و دیگر نقاط جهان تعداد زیادی غار نمکی شکل گرفته‌است که به دلیل مقاومت فشاری پایین سنگ نمک و خطرات بالای ریزش و سیل در این گونه از غار نیازمند تکنیک‌ها و تجهیزات مخصوص غارهای نمکی است. در غارهای نمکی بر خلاف غارهای آهکی نمی‌توان از رول‌های صعود استفاده کرد و معمولاً برای فرود و صعود از تکنیک کارگاه مرد مرده استفاده می‌شود.
غارهای مصنوعی:
غارهای باستانی بسته به نوع و قدمت آن نیازمند رعایت جوانب احتیاط و ضوابط علمی برای احترام به میراث باستانی است.

## لیست سازمان‌های غارنوردی و غارشناسی در کشورهای مختلف
استرالیا:
ASF-فدراسیون غارشناسی استرالیا، سازمان ملی دایر شده در ۱۹۵۶، سازمانی محیط زیستی که برای حفاظت از غارهای ویژه استرالیا تشکیل شده‌است.
SSS-انجمن غارشناسی سیدنی، تأسیس ۱۹۵۴-از قدیمی‌ترین گروه‌های غارنوردی استرالیا، برنامه‌های زیادی در غارهای محلی، ملی و جهانی اجرا کرده‌است.
SUSS – انجمن غارشناسی دانشگاه سیدنی تأسیس ۱۹۴۸. قدیمی‌ترین گروه غارنوردی استرالیا، فعال در زمینه‌های غارهای خشک و آبی و غواصی در استرالیا و دیگر نقاط جهان.
برزیل:
SBE – انجمن غارشناسی برزیل سازمانی ملی دایر شده در ۱۹۶۹، عضو UIS و FEALC اتحادیه جهانی غارشناسی و فدراسیون غارشناسی آمریکای جنوبی و حوضه کارائیب.
بلغارستان:
اولین فدراسیون غارشناسی بلغارستان، تأسیس مارس ۱۹۲۹، که نتیجه احساس لزوم وجود سازمانی ملی برای بررسی و محافظت از غارها و شروع کار توریسم در غار بود. مؤسسان این سازمان دانشمندان برجسته بلغاری، گردشگران و علاقمندان غار بودند. این سازمان از اولین سازمان‌های مربوط به غار بود که آغازگر مرحله ای جدید در توسعه غارشناسی در بلغارستان بود. اگر چه اعضای آن زیاد نبودند و بودجه مالی محدودی داشت، ولی در فعالیت‌های بزرگ و مفید مشغول بود. اطلاعات بیشتر در مورد ادامه غارشناسی در بلغارستان و کلوپ‌های زیرنظر آن در آدرس منبع هست.
کانادا:
هیچ سازمان ملی مربوط به غار در کانادا موجود نیست، اما یک نشریه ملی با نام غارنورد کانادا تأسیس ۱۹۶۸ – و سایت غارنوردی کانادا، و سازمان‌های منطقه ای در بریتیش کلمبیا و کبک هستند؛ به علاوه کلوپ‌های غارنوردی در بسیاری از استان‌های این کشور مثل انجمن غارشناسی البرتا، فدراسیون غارشناسی بریتیش کلمبیا، انجمن غارشناسی مونیتوبا، یا گروه‌های مختص شهرها مثل گروه غارنوردی تورنتو.
چین:
Hong Meigui جامعه جهانی چینی اختصاص داده شده به اکتشاف غارهای چین و سراسر جهان.
چک:
انجمن غارشناسی چک، سازمان ملی با تعداد زیادی کلوپ غارشناسی تحت نظر این سازمان.
اروپا:
FSUE فدراسیون غارشناسی اتحادیه اروپا، سازمان اروپایی غارشناسی که انجمن‌ها و فدراسیون‌های غارشناسی کشورهای اروپایی را تحت نظر دارد.
فرانسه:
FFS – فدراسیون غارشناسی فرانسه که کلوپ‌های غارنوردی زیادی عضو آن هستند.
یونان:
فدراسیون غارشناسی یونان تنها سازمان ثانویه غارشناسی در یونان که که کلوپ‌های غارنوردی زیادی اعضای آن هستند و تعدادی کلوپ مستقل هم خارج از آن هستند.
انجمن غارشناسی یونان تأسیس ۱۹۵۰، جامعه ای از غارنوردان سراسر یونان است با شش شعبه در استان‌های مختلف و دفتر اصلی در آتن، با انجام فعالیت‌های غارنوردی و مطالعات در سراسر کشور.
مجارستان:
انجمن غارشناسی مجارستان که در ۱۹۵۹ تأسیس شد، این جامعه در ۱۹۵۸ تحت نام انجمن کارست و تحقیقات غار مجارستان تغییر نام و گسترش یافت. MKBT – نشریه ملی سالانه است که مطالبی در مورد کارست و غار منتشر می‌کند.
هندوستان:
سازمان حفاظت ملی و تحقیقات غار هند، سازمانی با بدنه دولتی که تحقیقات و محافظت از غار را در هند به عهده دارد.
ایران:
انجمن غار و غارشناسی ایرانیان، یک سازمان غیردولتی که غارنوردان و غارشناسان را که علاقمند به تحقیق، نقشه‌برداری، جستجو، حفاظت از غارها در ایران هستند گرد هم آورده‌است. اتحادیه جهانی غارشناسی برای تأسیس و آموزش این جامعه کمک کرده‌است، این سازمان در سال ۲۰۱۰ با مجوز فعالیت از وزارت کشور تأسیس شده‌است این سازمان با سازمان‌های دولتی و غیردولتی مثل سازمان محیط زیست، سازمان میرات فرهنگی، دانشگاه‌ها، جمعیت هلال احمر ایران، انجمن زمین‌شناسی ایران، انجمن کوارترنری ایران، انجمن عکاسان ایرانی همکاری می‌کند.
فدراسیون کوهنوردی و صعودهای ورزشی ایران، یک سازمان دولتی با نگاهی ورزشی به غارنوردی است که رسماً تمرینات و موارد ورزشی مربوط به غار را تحت نظر دارد.
ایرلند:
اتحادیه غارشناسی ایرلند، نماینده رسمی غارنوردان ایرلند است، همچنین وابسته به سازمان امداد و نجات غار ایرلند که عملاً غارنوردان جمهوری ایرلند و ایرلند شمالی را در تحت نظر دارد.
ایتالیا:
دایره غارشناسی رومانو، تأسیس ۱۹۰۴، از قدیمی‌ترین گروه‌های غارشناسی ایتالیا است.
کوزوو:
کوزووو- فدراسیون غارشناسی کوزوو تأسیس ۲۰۱۱. اولین انجمن غارشناسی در سال ۲۰۰۳ با نام انجمن غار آراگونایت تأسیس شد. انجمن مستقل کوه Gjeravica شهر غربی پجا تأسیس ۱۹۲۸ که یک بخش غارشناسی دارد. که بر روی تمام اطلاعات غارهای کشور و طراحی برنامه‌های اکتشافی کار می‌کنند.
جاماییکا:
JCO سازمان غارهای جاماییکا، سازمان ملی غارنوردی کشور جامائیکا است که عضوی از اتحادیه جهانی غارشناسی است. فعالیت‌هایی مثل تحقیقات غارشناسی، جستجو، نقشه‌برداری، همکاری‌های فنی با سازمان‌های محیط زیست برنامه‌ریزی ملی، سازمان منابع آب، دانشگاه هند غرب و بازدیدهای محققان را انجام می‌دهد.
مکزیک:
Ajau – گروه غارشناسی آجاو سازمانی ساخته شده از متخصصان و علاقمندان بسیار از رشته‌های مربوط به غار مثل جستجو و تحقیقات در کشور مکزیک و منطقه شبه جزیره یوکاتان است.
هلند:
سازمان ملی غار هلند با چهار بخش منطقه ای و یک فصل نامه با نام Pierk به معنی چکنده فعالیت می‌کند.
نیوزیلند:
انجمن غارشناسی نیوزیلند یک سازمان ملی با کلوپ‌های محلی و موارد تفریحی فعالیت می‌کند.
نروژ:
انجمن ملی غارشناسی نروژ تأسیس ۱۹۸۰.
پاکستان:
انجمن ماجراجویان چیلتان پاکستان و فدراسیون غارنوردی و تحقیقات غار پاکستان تنها سازمان ملی غارنوردی پاکستان تأسیس به وسیله هیئت الله خان درانی نماینده و عضو اتحادیه جهانی غارشناسی و فدراسیون غارشناسی بریتانیا از گروه غارنوردی Orpheus بریتانیا.
لهستان:
کمیته غارنوردی انجمن کوهنوردی لهستان مسئول جامعه کلی غارنوردی لهستان است. در لهستان غارنوردی به صورت سنتی با کوهنوردی گره خورده‌است، ۲۴ انجمن و کلوپ غارنوردی تحت نظر این کمیته هستند که فعالیت‌هایی مثل تفریحات و اکتشافات در غارها را انجام می‌دهند.
پرتقال:
انجمن غارشناسی پرتقال در سال ۱۹۴۸ تأسیس شده‌است.
رمانی:
فدراسیون غارشناسی رمانی در سال ۱۹۹۴ توسط انجمنی از تمام ساختارهای غارشناسی رمانی تأسیس شد. هدف آن تقویت فعالیت‌های غارشناسی ملی است. عضو UIS و وابسته به یونسکو است.
آفریقای جنوبی:
CROSA – سازمان تحقیقات غار آفریقای جنوبی،
SASA – انجمن غارشناسی آفریقای جنوبی بدنه غارنوردی آفریقا هستند. درحال حاضر چهار کلوپ غارنوردی با این سازمان در ارتباط هستند:
CERAC- کلوپ جستجوی غار، امداد و نجات، ماجراجویی.
CPSS – انجمن غارشناسی شبهه جزیه کیپ.
Potch Potholers (PPH)
SEC – کلوپ جستجوی غارشناسی.
اسپانیا:
فدراسیون غارشناسی اسپانیا انجمن غارشناسی اسپانیا است. ۱۲ انجمن غارشناسی منطقه ای نیز در این کشور هست که هر کسی بخواهد غارنوردی کند باید با آنها ارتباط داشته باشد.
GERS de l'A.E. Muntanya – گروهی از بارسلونا متمرکز بر جستجوی غارهای جدید و اکتشاف در کوه‌های Pirineos و غارشناسی شهری است.
سوئد:
انجمن غارشناسی سوئد بدنه ملی غارنوردی سوئد است که در سال ۱۹۶۶ توسط پدر غارشناسی سوئد لندر تل تأسیس شده‌است.
سوئیس:
انجمن غارشناسی سوئیس که در سال ۱۹۳۹ در ژنو تأسیس شد.
ترکیه:
MF – فدراسیون غارشناسی ترکیه.
انجمن تحقیقات غار قدیمی‌ترین انجمن تحقیقات غار ترکیه است. مرکز آن در آنکارا و شعبه ای در بورسا دارد. MAD طراح برنامه‌های غارنوردی و ترویج آن در ترکیه است. بیش از ۱۰۰ عضو دارد که حدود ۴۰ نفر از آنها فعال هستند.
BÜMAK – انجمن غارشناسی دانشگاه بوقاضی که قدیمی‌ترین کلوپ دانشگاهی ترکیه است. این کلوپ یکی از غارهای عمیق ترکیه را با عمق ۱۴۲۹ متر با نام EGMA کار کرده‌است و همچنان در حال انجام فعالیت‌های اکتشافی در کشور است.
BUMAD – انجمن بین‌المللی جستجوی غار بوقاضی جامعه ای غارنوردی تازه تأسیس شده‌است که اعضای باتجربه و فعالیت‌هایی در زمینه محیط زیست دارد و هنوز به‌طور فعال در جستجوی غارهای جدید است.
ESMAD - انجمن تحقیقات غار اسکی شهر
انگلستان:
انجمن غارنوردی بریتانیا بدنه فعالیت‌های زیر زمینی بریتانیا است. تمام افراد و گروه‌هایی که با منافع واقعی در مورد غارها، کارست و پدیده‌های مرتبط با آنچه از نظر ورزشی یا علمی یا هر دو را در بر می‌گیرد.
انجمن تحقیقات غار بریتانیا تشکیل شده از انجمن غارنوردی بریتانیا مروج مطالعه در مورد غارها و پدیده‌های آنها است. فعالیت‌هایی از قبیل تشویق به اکتشاف غارها، جمع‌آوری و انتشار اطلاعات غارشناسی و ساماندهی و رویدادهای آموزشی و پرورشی مربوط به غار را انجام می‌دهد.
CHECC – شورای عالی آموزش و پرورش کلوپ‌های غارنوردی به عنوان چتری برای همه کلوپ‌های غارنوردی دانشگاهی عمل می‌کند. برای تسهیل تعاملات درونی و میان کلوپ‌ها و ارتباط آنها با مقامات بالاتر کشور فعالیت می‌کند.
آمریکا:
NSS – انجمن غارشناسی ملی آمریکا سازمانی غیرانتفاعی تأسیس شده در ۱۹۴۱ است، که با هدف ترویج علاقه و پیشرفت در همه موارد مربوط به علوم غارشناسی، حفاظت از غارها و طبیعت آنها، کمک به تحصیل علاقمندان شروع به کار کرده‌است. این سازمان ۱۲۰۰۰ عضو از بخش‌های محلی با عنوان grottos دارد. انجمن یک فروم آنلاین مربوط به غارها دارد. تمام علاقمندان به غارها به این فروم دعوت می‌شوند.
CRF – بنیاد پژوهش‌های غار یک گروه خصوصی غیرانتفاعی آمریکایی در امر جستجو، تحقیق و حفاظت از غارها فعالیت می‌کند.

## اتحادیه جهانی غارشناسی (UIS)
International Union of Speleology
نهاد بین‌المللی غارنوردی و غارشناسی است.
اعضای رای‌دهنده آن که در سال ۱۹۶۵ تشکیل شده‌است از نمایندگان هر کشور عضو تشکیل می‌شود. این نمایندگان برآمده از نهاد (های) مردمی کشور خود مثل فدراسیون‌ها یا انجمن‌های غارشناسی و نماینده منتخب غارنوردان آن کشور هستند و به معرفی غارشناسی وطن خود می‌پردازند. یک هیئت مدیره منتخب، امور اتحادیه را بین جلسات مجمع عمومی هر چهار سال یک بار که در گردهمایی بین‌المللی برگزار می‌شود، اداره می‌کند. کار عملی غارشناسی این سازمان توسط اعضای کمیسیون‌های آن انجام می‌شود، که عضویت‌شان برای همه افراد علاقه‌مند آزاد است. کمسیون‌هایی به تعداد بیست و یک، مثل حفاظت از غارها و کارست، امداد و نجات در غارها، باستان‌شناسی و دیرین‌شناسی در غارها، جانورشناسی در غار، غواصی در غار، تاریخ غارشناسی، تکنیک و ابزار غارنوردی و…

## غارنوردی مسئولانه
به مجموعه‌ای از رفتارها و قوانین حاصل از آزمون و خطا و همچنین مطالعات علمی مبنی بر تأثیر منفی فعالیت‌های انسانی در غارها گفته می‌شود که با هدف کاستن از این تأثیرات روی طبیعت و افزایش ایمنی گروه کاوشگر ابداع و توسط سازمان‌های غارشناسی ملی در هر کشوری اعمال می‌شود.

## هیئت غارشناسان ایران
در تاریخ هشتم آذرماه ۱۳۲۵ هیئت غارشناسان ایران به سرپرستی «چنگیز شیخلی» بنیان‌گذاری شد. شیخلی باستان‌شناسی با تحصیلات از راه دور از دانشگاه‌های فرانسه بود و تمام گزارش‌ها و مقالاتش دربارهٔ ده‌ها غار سراسر کشور در زمینه باستان‌شناسی است. غارشناسان ترجیح دادند به جای عضوگیری، با نفرات محدود به گسترش، پژوهش و تحقیق پیرامون غارهای ایران بپردازند.
شیخلی با بازدید از غارهای ایران و کشف آنها، غریب هزار غار را مورد شناسایی قرار داد و شانزده جلد کتاب دست‌نویس وی گنجینه‌ای است گران‌بها که تا کنون فقط جلد اول آن توفیق چاپ یافته‌است، مطالب آن حاوی اطلسی از غارهای ایران حاوی کروکی و نقشه دقیق غارشناسی و غارنوردی است.